# Анонимус (филм)
„Анонимус“ (енгл. Anonymous) је британски играни филм из 2011. Роланда Емериха који је премијерно приказан 28. октобра 2011. у више биоскопа у САД, Канади и Великој Британији. У главним улогама се појављују Рис Иванс и Ванеса Редгрејв.

## Улоге
| Глумац          | Улога                   |
| --------------- | ----------------------- |
| Рис Иванс       | Едвард, Ерл од Оксфорда |
| Ванеса Редгрејв | краљица Елизабета       |
| Едвард Хог      | Роберт Сесил            |
| Џоели Ричардсон | млада Елизабета         |